# كوتش
كوتش رمزها «KA» (بالإنجليزية: Kutch) ، هو تقسيم إداري لدولة الهند تتبع ولاية غوجارات (بالإنجليزية: Gujarat) ، مركزها هو مدينة بوج (بالإنجليزية: Bhuj) عدد سكانها حسب تعداد سنة 2001 هو 1,526,321 ، مساحتها 45,652 كم² وكثافة السكان 33 لكل كم² .

## معرض صور

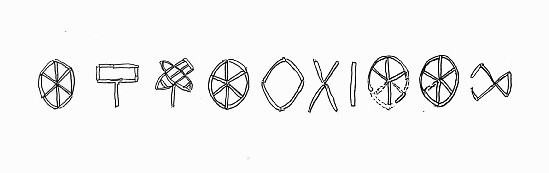
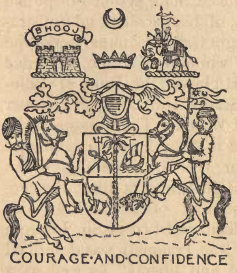
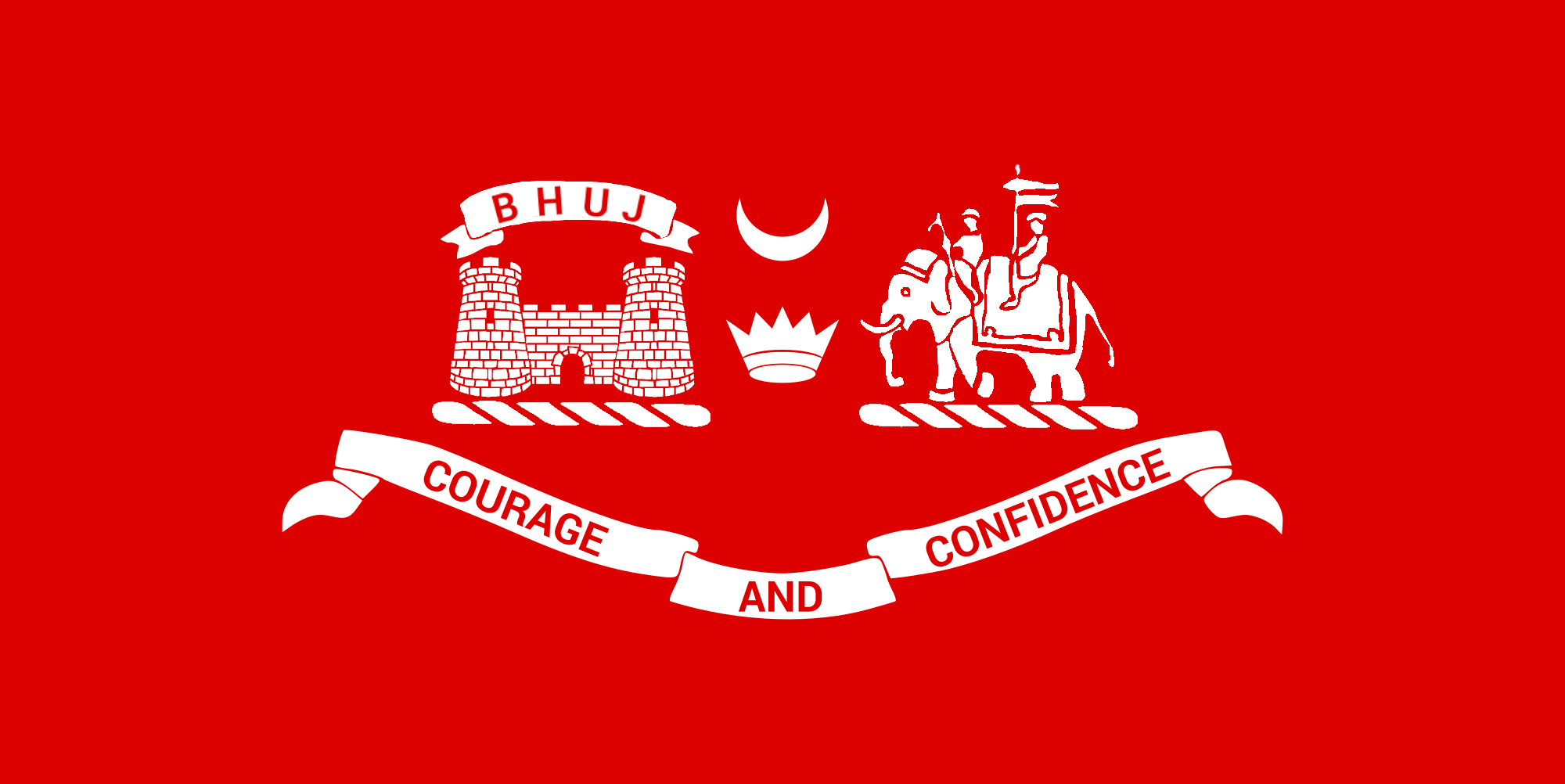
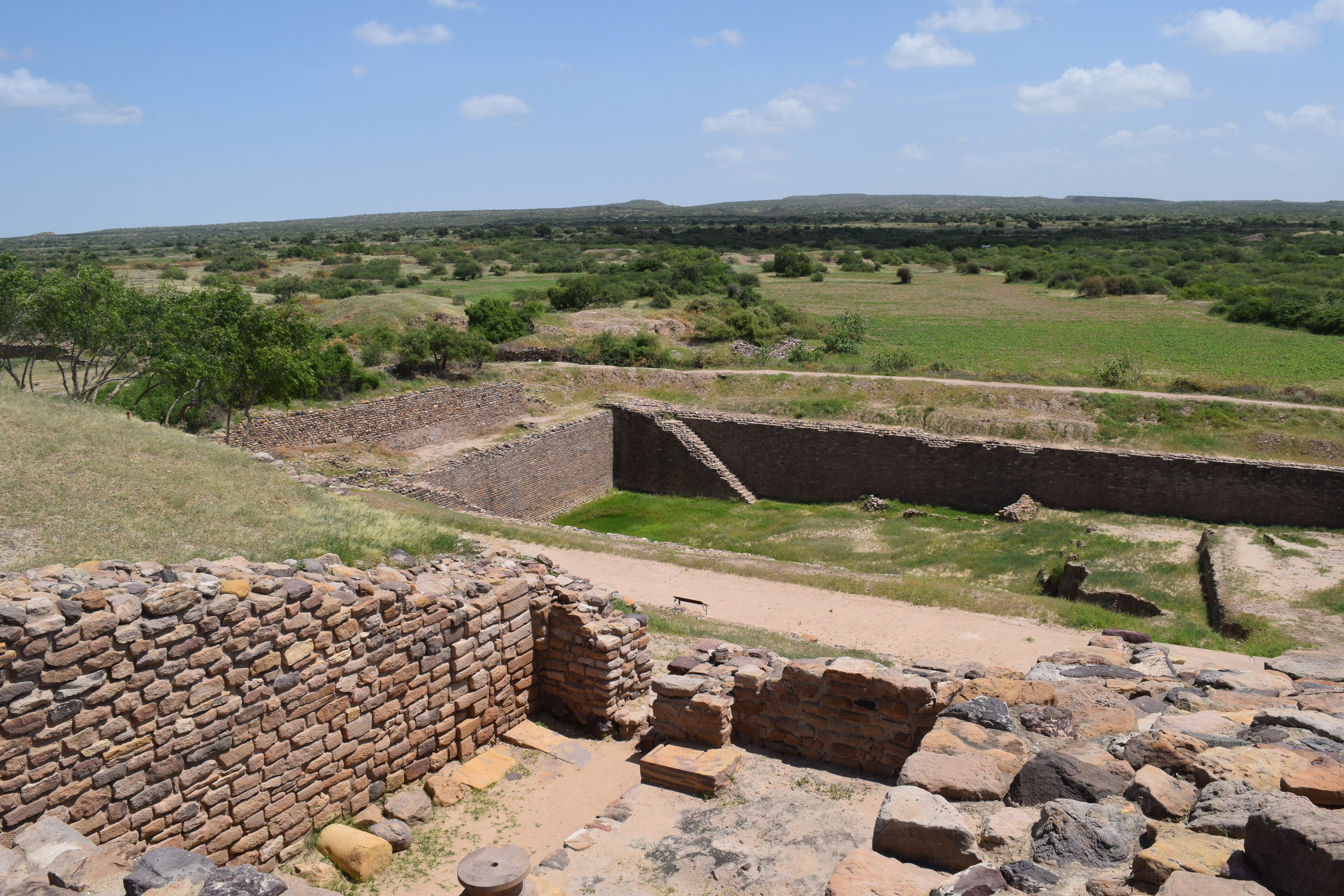